# Bukownica (przystanek kolejowy)
Bukownica – dawny przystanek kolejki wąskotorowej w Bukownicy, w gminie Tereszpol, w powiecie biłgorajskim, w województwie lubelskim.
Był to jeden z przystanków na trasie linii wąskotorowej, która w latach 1914–1915 i 1916–1971 łączyła Biłgoraj ze Zwierzyńcem.
W latach 70. XX w. wybudowano linie kolejowe nr 65 i 66; w następstwie tej inwestycji opisana tu kolej wąskotorowa została zlikwidowana, a przystanek Bukownica przestał istnieć.